# بريبيريس
بريبيريس (بالفرنسية: Brebières)‏ هي بلدية تقع في إقليم باد كاليه من منطقة نور با دو كاليه في شمال فرنسا. تبلغ مساحة هذه المدينة 10.8 (كم²)، وترتفع عن سطح البحر 43 م، يبلغ عدد سكانها 4910 نسمة حسب إحصاء المعهد الوطني للإحصاء والدراسات الاقتصادية سنة 2009 م. وترأس Jean-Pierre Hecquet البلدية خلال فترة (2008-2014).